# Canton (Geòrgia)
Canton és una població dels Estats Units a l'estat de Geòrgia. Segons el cens del 2007 tenia 21.464 habitants.

## Demografia
Segons el cens del 2000, Canton tenia 7.709 habitants, 2.702 habitatges, i 1.750 famílies. La densitat de població era de 208,7 habitants per km².
Dels 2.702 habitatges en un 33,2% hi vivien nens de menys de 18 anys, en un 45,9% hi vivien parelles casades, en un 13,7% dones solteres, i en un 35,2% no eren unitats familiars. En el 27,8% dels habitatges hi vivien persones soles l'11,3% de les quals corresponia a persones de 65 anys o més que vivien soles. El nombre mitjà de persones vivint en cada habitatge era de 2,76 i el nombre mitjà de persones que vivien en cada família era de 3,23.
Per edats la població es repartia de la següent manera: un 24,9% tenia menys de 18 anys, un 12,6% entre 18 i 24, un 33,6% entre 25 i 44, un 16,2% de 45 a 60 i un 12,7% 65 anys o més.
L'edat mediana era de 31 anys. Per cada 100 dones de 18 o més anys hi havia 100,1 homes.
La renda mediana per habitatge era de 40.361 $ i la renda mediana per família de 48.906 $. Els homes tenien una renda mediana de 26.579 $ mentre que les dones 25.431 $. La renda per capita de la població era de 17.324 $. Entorn del 6,6% de les famílies i l'11,2% de la població estaven per davall del llindar de pobresa.

## Poblacions més properes
El següent diagrama mostra les poblacions més properes.